# Cronologia do cinema do Brasil
Esta é uma cronologia do cinema do Brasil.
- 1896: Realizada a primeira sessão de cinema do país, na Rua do Ouvidor, no Rio de Janeiro (8 de julho).[1]
- 1897: José Roberto da Cunha Salles dirige Ancoradouro de Pescadores na Baía de Guanabara, primeiro filme brasileiro.[2]
- 1898: Pascoal Segreto realiza uma filmagem de vistas da Baía da Guanabara (19 de julho).[3] O cinematógrafo do Rio de Janeiro é destruído por incêndio (8 de agosto).
- 1899: Reinaugurado o cinematógrafo do Rio de Janeiro (5 de janeiro). Pascoal Segreto realiza a primeira filmagem na cidade de São Paulo (20 de setembro).[3]
- 1900: Fundado o Cinematógrafo Paris em São Paulo (28 de novembro).
- 1907: Inauguradas as 18 salas de cinema no Rio de Janeiro (10 de agosto a 24 de dezembro).
- 1929: Exibido o primeiro filme sonoro no país, Melodia da Broadway, no Rio de Janeiro (20 de junho).
- 1930: Fundada a companha cinematográfica Cinédia por Adhemar Gonzaga, no Rio de Janeiro (15 de março).
- 1941: Fundada a Companhia Cinematográfica Atlântida por Moacyr Fenelon e José Carlos Burle no Rio de Janeiro (18 de setembro).
- 1949: Fundada a Companhia Cinematográfica Vera Cruz em São Bernardo do Campo, São Paulo (4 de novembro).
- 1963: O Pagador de Promessas, do cineasta Anselmo Duarte, ganha a Palma de Ouro, do Festival de Cannes, e é indicado ao Oscar de Melhor Filme Internacional.[4][5]
- 1973: Acontece a primeira edição do Festival de Gramado, o mais importante festival de cinema do brasil (10 de janeiro a 14 de janeiro).[6]
- 1996: O Quatrilho, do cineasta Fábio Barreto, é indicado ao Oscar de melhor filme estrangeiro (13 de fevereiro). Lançado o primeiro filme longa-metragem de animação totalmente por computação gráfica, Cassiopéia (1 de abril).[7][8]
- 1998: O Que é Isso, Companheiro?, do cineasta Bruno Barreto é indicado ao Oscar de Melhor Filme Internacional. Nesse mesmo ano, Central do Brasil, do cineasta Walter Salles ganha o Urso de Ouro no Festival de Berlim, Fernanda Montenegro ganha o Urso de Prata de Melhor Atriz. [9][10]
- 1999: Central do Brasil, do cineasta Walter Salles, é indicado ao Oscar de Melhor Filme internacional, e Fernanda Montenegro é indicada ao Oscar de Melhor Atriz.[11]
- 2001: Uma Historia de Futebol, do cineasta Paulo Machline, é indicado a categora de melhor Melhor Curta-Metragem em Live-Action no Oscar 2001.Depois de um ano de debates é fundada a ANCINE (Agencia Nacional de Cinema).[12][13]
- 2002: É fundada a Academia Brasileira de Cinema. Acontece a primeira edição do Grande Prêmio do Cinema Brasileiro, em 12 de setembro daquele ano.[14]
- 2004: Cidade de Deus (2002), do cineasta Fernando Meirelles, recebe 4 indicações ao Oscar 2004, sendo elas: Melhor Diretor, Melhor Roteiro Adaptado, Melhor Edição e Melhor Fotografia.[15]
- 2008: Tropa de Elite, do cineasta José Padilha ganha o Urso de Ouro no Festival de Berlim.[16]
- 2016: O menino e o mundo, do animador Alê Abreu, recebe a inedita indicação a categoria de Melhor filme de animação no Oscar 2016.[17]
- 2020: Democracia em vertigem, da cineasta Petra Costa, recebeu a indicação ao Oscar de melhor documentario de longa metragem no Oscar 2020.[18]
- 2025: Ainda Estou Aqui, do cineasta Walter Salles, recebe 3 indicações ao Oscar 2025, sendo elas: Melhor Filme, Melhor Atriz (Fernanda Torres), e Melhor Filme Internacional. O filme de Walter Salles se tornou o primeiro longa brasileiro a vencer um Oscar, vencendo na categoria de Melhor Filme Internacional.[19][20]